# Bill Ranford
William Edward "Bill" Ranford, född den 14 december 1966 i Brandon, Manitoba Kanada, är en före detta ishockeymålvakt som spelade 15 säsonger i NHL för Boston Bruins, Edmonton Oilers, Washington Capitals, Tampa Bay Lightning och Detroit Red Wings. Ranford vann Stanley Cup två gånger (1988 och 1990).
Under juniortiden spelade Ranford för New Westminster Bruins och han blev draftad av Boston Bruins som nummer 52 i den tredje rundan av 1985 års NHL Entry Draft. Efter ett par år i Boston blev han tradad till Edmonton Oilers. Under 1980-talet hade Edmonton ett väldigt starkt lag med spelare som Wayne Gretzky, Mark Messier, Paul Coffey, Jari Kurri och Glenn Anderson. Ranford vann under sin tid i Edmonton Stanley Cup två gånger, 1988 (som andramålvakt bakom Grant Fuhr) och 1990 då han även vann Conn Smythe Trophy som slutspelets mest värdefulla spelare. Efter att stjärnspelare som Gretzky och Messier lämnat Oilers fortsatte Ranford i klubben till januari 1996 då han tradades tillbaka till Boston Bruins. Innan Ranford lade plockhandsken på hyllan den 24 april 2000 spelade han även för Washington Capitals, Tampa Bay Lightning, Detroit Red Wings och slutligen i Edmonton Oilers igen. Idag är han anställd som målvaktstränare hos Los Angeles Kings.